# WWE 24/7 Championship

Campionatul 24/7 de la WWE.

Campionatul WWE 24/7 este un campionat de lupte profesionale creat și promovat de promoția americană WWE. Este un campionat terțiar deschis oricui - indiferent de sex sau statutul de angajare WWE - și poartă regula specială că poate fi apărat „24/7”, ca în orice moment, oriunde, atâta timp cât este prezent un arbitru WWE. Din această regulă, campionatul este apărat de toate mărcile WWE - Raw, SmackDown, 205 Live, NXT și NXT UK - precum și în afara spectacolelor obișnuite, adesea cu videoclipuri postate pe site-ul promoției și conturile de social media. Actuala campioană este Akira Tozawa, care se află la a doua sa domnie.
Campionatul WWE 24/7
Centura de campionat WWE 24/7
DetaliiPromoțieWWate stabilită 20 mai 2019 Campion (i) curent Akira TozawaDate câștigat 22 iunie 2020StatisticiPrimul campion (i) Titus O'NeilMost domsR-Adevăr (36 de domnii) Regatul cel mai lungRob Gronkowski (67 sau 68 de zile) [a] Cea mai scurtă domnieMike Roma (9 secunde) Cea mai veche campionPat Patterson (78 de ani, 184 de zile) Cel mai tânăr campionEnes Kanter (27 de ani, 112 zile) Cea mai grea campioană Învierea (Scott Dawson și Dash Wilder) (202 kg) combinată 446 lb (202 kg) combinată) Campioana cea mai ușoarăKelly Kelly (108 kg) (49 kg)
Titlul a fost dezvăluit de Mick Foley în episodul din 20 mai 2019 din Monday Night Raw, unde Titus O'Neil de la Raw a devenit campionul inaugural. Este similar cu precedentul Campionat WWE Hardcore, care avea și o regulă 24/7. Această regulă poate fi suspendată temporar de o figură a autorității, realizată de obicei în timpul unui meci programat pentru titlu sau meciuri care implică campion.24/7”.